# DJ Ashba
DJ Ashba,  pravoga imena Daren Jay Ashba (Monticello, Indiana, 10. studenog 1972.), američki gitarist i tekstopisac. Trenutačno je član Sixx: AM i bivši gitarist Guns N' Rosesa.

## Životopis
Daren Jay "DJ Ashba" rodio se 10. studenog 1972. godine u Monticellu, Indiana. Nakon njegova rođenja obitelj se seli u Fairbury, Illinos. Odrastao je s majkom jer se njegov otac odselio od njih. Odrastajući pokazao je veliki interes za glazbom. Njegova majka podučavala ga je svirati klavir, s pet godina imao je svoj prvi nastup, svirao je Beethovena. Zatim je napravio svoje prve bubnjeve od kuhinjskih lonaca, sa šest godina je dobio svoje prve bubnjeve. S osam godina počeo je svirati gitaru. Kao tinejdžer provodio je po 17 sati svirajući gitaru u svojoj sobi. Sa šesnaest godina njegov ga je otac odveo na koncert sastava Mötley Crüe i od tada mu se život promijenio. Kada je čuo glazbu, vidio svjetla i publiku znao je što želi biti u životu. S devetnaest godina odlazi u Hollywood, tamo se pridružio sastavu Baracuda i s njima svirao dvije godine. Zatim je uslijedila njegova solo karijera koja je trajala do 1999. godine kada je osnovao sastav Beautiful Creatures u kojem je svirao sve do 2003. godine. Zatim se posvetio svome novome solo projktu nazvanome Ashba.
Godine 2003. dobio je ponudu od Nikki Sixx i Tracii Guns da postane članom sastava Brides of Destruction ali je odbio da bi se u potpunosti mogao posvetiti svome solo projektu. Sastav Sixx osniva 2007. godine: AM s Nikki Sixxom (bivši bas-gitarist sastava Mötley Crüe) i Jamesom Michelom. Sastav je 2007. izdao Heroin Diaries Soundtrack. Ashba je 2009. godine postao član Guns N' Rosesa kad je zamijenio dotadašnjega gitarista Robina Fincka.